# Альбюшенс (метроміст)
59°14′57″ пн. ш. 17°52′30″ сх. д. / 59.249167° пн. ш. 17.875° сх. д.
Альбюшенс (швед. Albysjöns) — міст Стокгольмського метро (Червона лінія) через Альбюшен сполучає муніципалітети Гуддінге і Ботчирка, південний Стокгольм.
Міст перетинає Альбюшен на південь від мосту Фіттья і був урочисто відкритий 1 жовтня 1972 року у складі черги Ворберг — Фіттья.
Міст завдовжки 380 м
 має коробчасту конструкцію з бетону, яка спирається на сім пілонів. 
Ширина – 9 м, та розташовано дві колії. 
На схід колії ведуть під гору Масмобергет до станції Масмо, а на захід переходить приблизно в 360-метровий віадук, що закінчується безпосередньо перед станцією Фіттья.